# Liste des monuments historiques protégés en 1919
Cet article recense les monuments historiques français classés en 1919.

## Protections
| Édifice                                                      | Commune                  | Département         | Région                     | Protection | Base Mérimée                         | Coordonnées                        | Image             |
| ------------------------------------------------------------ | ------------------------ | ------------------- | -------------------------- | ---------- | ------------------------------------ | ---------------------------------- | ----------------- |
| Église Saint-Pierre de Bazoches-sur-Vesles                   | Bazoches-sur-Vesles      | Aisne               | Hauts-de-France            | classé     | « PA00115521 », notice no PA00115521 | 49° 18′ 29″ nord, 3° 37′ 10″ est   |                   |
| Église Saint-Martin de Bourg-et-Comin                        | Bourg-et-Comin           | Aisne               | Hauts-de-France            | classé     | « PA00115547 », notice no PA00115547 | 49° 23′ 44″ nord, 3° 39′ 18″ est   |                   |
| Église Saint-Jean-Baptiste de Chaudardes                     | Chaudardes               | Aisne               | Hauts-de-France            | classé     | « PA00115593 », notice no PA00115593 | 49° 23′ 29″ nord, 3° 47′ 31″ est   |                   |
| Église Saint-Georges de Chivres-Val                          | Chivres-Val              | Aisne               | Hauts-de-France            | classé     | « PA00115597 », notice no PA00115597 | 49° 23′ 40″ nord, 3° 26′ 08″ est   |                   |
| Église Saint-Pierre-et-Saint-Paul de Condé-sur-Aisne         | Condé-sur-Aisne          | Aisne               | Hauts-de-France            | classé     | « PA00115611 », notice no PA00115611 | 49° 23′ 52″ nord, 3° 28′ 09″ est   |                   |
| Église de la Nativité-de-la-Sainte-Vierge de Cuisy-en-Almont | Cuisy-en-Almont          | Aisne               | Hauts-de-France            | classé     | « PA00115648 », notice no PA00115648 | 49° 24′ 57″ nord, 3° 14′ 35″ est   |                   |
| Église Saint-Georges de Guny                                 | Guny                     | Aisne               | Hauts-de-France            | classé     | « PA00115696 », notice no PA00115696 | 49° 31′ 10″ nord, 3° 16′ 02″ est   |                   |
| Église Saint-Martin de Merval                                | Merval                   | Aisne               | Hauts-de-France            | classé     | « PA00115811 », notice no PA00115811 | 49° 21′ 13″ nord, 3° 41′ 48″ est   |                   |
| Église Sainte-Radegonde de Missy-sur-Aisne                   | Missy-sur-Aisne          | Aisne               | Hauts-de-France            | classé     | « PA00115815 », notice no PA00115815 | 49° 23′ 14″ nord, 3° 26′ 14″ est   |                   |
| Église Saint-Nicolas de Paars                                | Paars                    | Aisne               | Hauts-de-France            | classé     | « PA00115860 », notice no PA00115860 | 49° 19′ 45″ nord, 3° 36′ 00″ est   |                   |
| Église Saint-Médard de Pont-Saint-Mard                       | Pont-Saint-Mard          | Aisne               | Hauts-de-France            | classé     | « PA00115874 », notice no PA00115874 | 49° 29′ 57″ nord, 3° 17′ 13″ est   |                   |
| Église Saint-Georges-et-Saint-Quirin de Presles-et-Thierny   | Presles-et-Thierny       | Aisne               | Hauts-de-France            | classé     | « PA00115878 », notice no PA00115878 | 49° 30′ 34″ nord, 3° 37′ 34″ est   |                   |
| Église Saint-Aubin de Retheuil                               | Retheuil                 | Aisne               | Hauts-de-France            | classé     | « PA00115885 », notice no PA00115885 | 49° 19′ 20″ nord, 3° 00′ 43″ est   |                   |
| Église Notre-Dame de Saponay                                 | Saponay                  | Aisne               | Hauts-de-France            | classé     | « PA00115921 », notice no PA00115921 | 49° 12′ 50″ nord, 3° 28′ 49″ est   |                   |
| Église Saint-Sulpice-et-Saint-Antoine de Veuilly-la-Poterie  | Veuilly-la-Poterie       | Aisne               | Hauts-de-France            | classé     | « PA00115971 », notice no PA00115971 | 49° 05′ 05″ nord, 3° 12′ 44″ est   |                   |
| Château de Vic-sur-Aisne                                     | Vic-sur-Aisne            | Aisne               | Hauts-de-France            | classé     | « PA00115974 », notice no PA00115974 | 49° 24′ 21″ nord, 3° 06′ 52″ est   |                   |
| Église Saint-Pierre-et-Saint-Paul de Viel-Arcy               | Viel-Arcy                | Aisne               | Hauts-de-France            | classé     | « PA00115976 », notice no PA00115976 | 49° 22′ 51″ nord, 3° 37′ 25″ est   |                   |
| Église Saint-Pourçain                                        | Marigny                  | Allier              | Auvergne-Rhône-Alpes       | classé     | « PA00093149 », notice no PA00093149 | 46° 34′ 58″ nord, 3° 12′ 34″ est   |                   |
| Chapelle de l'hospice                                        | Bourg-Saint-Andéol       | Ardèche             | Auvergne-Rhône-Alpes       | classé     | « PA00116655 », notice no PA00116655 | 44° 22′ 31″ nord, 4° 38′ 47″ est   |                   |
| Église Saint-Pierre-et-Saint-Paul de Machault                | Machault                 | Ardennes            | Grand Est                  | classé     | « PA00078459 », notice no PA00078459 | 49° 21′ 14″ nord, 4° 29′ 53″ est   |                   |
| Église Saint-Maurice de Saint-Morel                          | Saint-Morel              | Ardennes            | Grand Est                  | classé     | « PA00078506 », notice no PA00078506 | 49° 20′ 15″ nord, 4° 41′ 37″ est   |                   |
| Ferme cellier (ancienne abbaye de Clairvaux)                 | Colombé-le-Sec           | Aube                | Grand Est                  | classé     | « PA00078089 », notice no PA00078089 | 48° 15′ 18″ nord, 4° 47′ 02″ est   |                   |
| Église Saint-Jean-Baptiste                                   | Mailly-le-Camp           | Aube                | Grand Est                  | classé     | « PA00078145 », notice no PA00078145 | 48° 40′ 31″ nord, 4° 11′ 34″ est   | catégorie commons |
| Église Saint-Jean-Baptiste                                   | Les Riceys               | Aube                | Grand Est                  | classé     | « PA00078200 », notice no PA00078200 | 47° 59′ 38″ nord, 4° 22′ 10″ est   | catégorie commons |
| Château de Beaumont-le-Richard                               | Englesqueville-la-Percée | Calvados            | Normandie                  | classé     | « PA00111298 », notice no PA00111298 | 49° 22′ 14″ nord, 0° 58′ 01″ ouest |                   |
| Fontaine de La Ferronnays                                    | Lisieux                  | Calvados            | Normandie                  | classé     | « PA00111474 », notice no PA00111474 | 49° 08′ 43″ nord, 0° 13′ 20″ est   |                   |
| Maison du Présidial                                          | adresse                  | Charente-Maritime   | Nouvelle-Aquitaine         | classé     | « PA00105258 », notice no PA00105258 | 45° 44′ 47″ nord, 0° 37′ 56″ ouest |                   |
| Prieuré Saint-Michel-des-Anges                               | Saint-Angel              | Corrèze             | Nouvelle-Aquitaine         | classé     | « PA00099838 », notice no PA00099838 | 45° 30′ 10″ nord, 2° 14′ 03″ est   |                   |
| Église Saint-Georges de Tarnac                               | Tarnac                   | Corrèze             | Nouvelle-Aquitaine         | classé     | « PA00099901 », notice no PA00099901 | 45° 40′ 52″ nord, 1° 56′ 45″ est   |                   |
| Chapelle du Château des seigneurs de Pagny                   | Pagny-le-Château         | Côte-d'Or           | Bourgogne-Franche-Comté    | classé     | « PA00112582 », notice no PA00112582 | 47° 03′ 11″ nord, 5° 11′ 26″ est   |                   |
| Borne de Prâlon                                              | Prâlon                   | Côte-d'Or           | Bourgogne-Franche-Comté    | classé     | « PA00112598 », notice no PA00112598 | 47° 18′ 50″ nord, 4° 46′ 35″ est   |                   |
| Château de Bourdeilles                                       | Bourdeilles              | Dordogne            | Nouvelle-Aquitaine         | classé     | « PA00082391 », notice no PA00082391 | 45° 19′ 20″ nord, 0° 35′ 12″ est   |                   |
| Église                                                       | Saillans                 | Drôme               | Auvergne-Rhône-Alpes       | classé     | « PA00117045 », notice no PA00117045 | 44° 41′ 48″ nord, 5° 11′ 56″ est   |                   |
| Château de Montrottier                                       | Lovagny                  | Haute-Savoie        | Auvergne-Rhône-Alpes       | classé     | « PA00118402 », notice no PA00118402 | 45° 53′ 55″ nord, 6° 02′ 20″ est   |                   |
| Église Saint-Paul de Frontignan                              | Frontignan               | Hérault             | Occitanie                  | classé     | « PA00103455 », notice no PA00103455 | 43° 26′ 51″ nord, 3° 45′ 19″ est   |                   |
| Église Saint-Grégoire des Minimes                            | Tours                    | Indre-et-Loire      | Centre-Val de Loire        | classé     | « PA00098139 », notice no PA00098139 | 47° 23′ 33″ nord, 0° 41′ 24″ est   |                   |
| Église Saint-Jean-Baptiste de Mayres                         | Mayres-Savel             | Isère               | Auvergne-Rhône-Alpes       | classé     | « PA00117213 », notice no PA00117213 | 44° 52′ 28″ nord, 5° 43′ 20″ est   |                   |
| Maison des Templiers                                         | Beaugency                | Loiret              | Centre-Val de Loire        | classé     | « PA00098698 », notice no PA00098698 | 47° 46′ 39″ nord, 1° 37′ 55″ est   |                   |
| Église Notre-Dame d'Arcis-le-Ponsart                         | Arcis-le-Ponsart         | Marne               | Grand Est                  | classé     | « PA00078572 », notice no PA00078572 | 49° 14′ 12″ nord, 3° 41′ 32″ est   |                   |
| Église Saint-Apollinaire de Broussy-le-Grand                 | Broussy-le-Grand         | Marne               | Grand Est                  | classé     | « PA00078601 », notice no PA00078601 | 48° 47′ 18″ nord, 3° 52′ 32″ est   |                   |
| Église Saint-Julien de Chambrecy                             | Chambrecy                | Marne               | Grand Est                  | classé     | « PA00078653 », notice no PA00078653 | 49° 10′ 59″ nord, 3° 49′ 18″ est   |                   |
| Église Saint-Pierre-Saint-Paul de Chamery                    | Chamery                  | Marne               | Grand Est                  | classé     | « PA00078654 », notice no PA00078654 | 49° 10′ 18″ nord, 3° 57′ 21″ est   |                   |
| Église Notre-Dame de Châtillon-sur-Marne                     | Châtillon-sur-Marne      | Marne               | Grand Est                  | classé     | « PA00078662 », notice no PA00078662 | 49° 06′ 00″ nord, 3° 45′ 30″ est   |                   |
| Église Sainte-Macre de Fismes                                | Fismes                   | Marne               | Grand Est                  | classé     | « PA00078711 », notice no PA00078711 | 49° 18′ 27″ nord, 3° 41′ 04″ est   |                   |
| Église Saint-Sauveur d'Hermonville                           | Hermonville              | Marne               | Grand Est                  | classé     | « PA00078720 », notice no PA00078720 | 49° 20′ 11″ nord, 3° 54′ 34″ est   |                   |
| Église Saint-Martin de Jonquery                              | Jonquery                 | Marne               | Grand Est                  | classé     | « PA00078726 », notice no PA00078726 | 49° 08′ 46″ nord, 3° 47′ 23″ est   |                   |
| Église Saint-Remi de Poilly                                  | Poilly                   | Marne               | Grand Est                  | classé     | « PA00078767 », notice no PA00078767 | 49° 12′ 59″ nord, 3° 49′ 10″ est   |                   |
| Porte de Paris                                               | Reims                    | Marne               | Grand Est                  | classé     | « PA00078826 », notice no PA00078826 | 49° 15′ 20″ nord, 4° 01′ 20″ est   |                   |
| Église Saint-Martin de Reuil                                 | Reuil                    | Marne               | Grand Est                  | classé     | « PA00078829 », notice no PA00078829 | 49° 04′ 56″ nord, 3° 47′ 56″ est   |                   |
| Église Saint-Médard de Romigny                               | Romigny                  | Marne               | Grand Est                  | classé     | « PA00078833 », notice no PA00078833 | 49° 10′ 23″ nord, 3° 46′ 13″ est   |                   |
| Église Saint-Rémi de Sacy                                    | Sacy                     | Marne               | Grand Est                  | classé     | « PA00078836 », notice no PA00078836 | 49° 11′ 46″ nord, 3° 56′ 55″ est   |                   |
| Église Saint-Remi de Verneuil                                | Verneuil                 | Marne               | Grand Est                  | classé     | « PA00078886 », notice no PA00078886 | 49° 05′ 42″ nord, 3° 40′ 23″ est   |                   |
| Église Saint-Lié de Ville-Dommange                           | Ville-Dommange           | Marne               | Grand Est                  | classé     | « PA00078895 », notice no PA00078895 | 49° 12′ 05″ nord, 3° 56′ 09″ est   |                   |
| Église Saint-Laurent de Ville-en-Tardenois                   | Ville-en-Tardenois       | Marne               | Grand Est                  | classé     | « PA00078896 », notice no PA00078896 | 49° 10′ 56″ nord, 3° 48′ 05″ est   |                   |
| Église Saint-Jean-Baptiste d'Amance                          | Amance                   | Meurthe-et-Moselle  | Grand Est                  | classé     | « PA00105989 », notice no PA00105989 | 48° 45′ 14″ nord, 6° 16′ 50″ est   |                   |
| Croix de cimetière de Fécocourt                              | Fécocourt                | Meurthe-et-Moselle  | Grand Est                  | classé     | « PA00106029 », notice no PA00106029 | 48° 24′ 17″ nord, 6° 00′ 32″ est   |                   |
| Temple protestant de Nancy (ancienne Abbaye Saint-Joseph)    | Nancy                    | Meurthe-et-Moselle  | Grand Est                  | classé     | « PA00106320 », notice no PA00106320 | 48° 41′ 24″ nord, 6° 10′ 40″ est   |                   |
| Abbaye des Prémontrés                                        | Pont-à-Mousson           | Meurthe-et-Moselle  | Grand Est                  | classé     | « PA00106350 », notice no PA00106350 | 48° 54′ 29″ nord, 6° 03′ 18″ est   |                   |
| Église Saint-Laurent                                         | Pont-à-Mousson           | Meurthe-et-Moselle  | Grand Est                  | classé     | « PA00106334 », notice no PA00106334 | 48° 54′ 14″ nord, 6° 03′ 15″ est   |                   |
| Maison                                                       | Pont-à-Mousson           | Meurthe-et-Moselle  | Grand Est                  | classé     | « PA00106343 », notice no PA00106343 | 48° 54′ 10″ nord, 6° 03′ 15″ est   |                   |
| Église Saint-Géry                                            | Cambrai                  | Nord                | Hauts-de-France            | classé     | « PA00107402 », notice no PA00107402 | 50° 10′ 35″ nord, 3° 13′ 52″ est   |                   |
| Église Saint-Druon de Sebourg                                | Sebourg                  | Nord                | Hauts-de-France            | classé     | « PA00107809 », notice no PA00107809 | 50° 20′ 34″ nord, 3° 38′ 44″ est   |                   |
| Église Saint-Martin de Montigny                              | Maignelay-Montigny       | Oise                | Hauts-de-France            | classé     | « PA00114735 », notice no PA00114735 | 49° 32′ 36″ nord, 2° 30′ 33″ est   |                   |
| Église Saint-Éloi de Mareuil-la-Motte                        | Mareuil-la-Motte         | Oise                | Hauts-de-France            | classé     | « PA00114738 », notice no PA00114738 | 49° 32′ 36″ nord, 2° 47′ 09″ est   |                   |
| Église Notre-Dame de Ravenel                                 | Ravenel                  | Oise                | Hauts-de-France            | classé     | « PA00114829 », notice no PA00114829 | 49° 30′ 46″ nord, 2° 30′ 07″ est   |                   |
| Immeuble                                                     | Arras                    | Pas-de-Calais       | Hauts-de-France            | classé     | « PA00108093 », notice no PA00108093 | 50° 17′ 28″ nord, 2° 46′ 41″ est   |                   |
| Immeuble                                                     | Arras                    | Pas-de-Calais       | Hauts-de-France            | classé     | « PA00108120 », notice no PA00108120 | 50° 17′ 25″ nord, 2° 46′ 43″ est   |                   |
| Immeuble                                                     | Arras                    | Pas-de-Calais       | Hauts-de-France            | classé     | « PA00108006 », notice no PA00108006 | 50° 17′ 30″ nord, 2° 46′ 45″ est   |                   |
| Immeuble                                                     | Arras                    | Pas-de-Calais       | Hauts-de-France            | classé     | « PA00108051 », notice no PA00108051 | 50° 17′ 34″ nord, 2° 46′ 51″ est   |                   |
| Immeuble                                                     | Arras                    | Pas-de-Calais       | Hauts-de-France            | classé     | « PA00108055 », notice no PA00108055 | 50° 17′ 34″ nord, 2° 46′ 52″ est   |                   |
| Immeuble                                                     | Arras                    | Pas-de-Calais       | Hauts-de-France            | classé     | « PA00108039 », notice no PA00108039 | 50° 17′ 34″ nord, 2° 46′ 48″ est   |                   |
| Immeuble                                                     | Arras                    | Pas-de-Calais       | Hauts-de-France            | classé     | « PA00108041 », notice no PA00108041 | 50° 17′ 35″ nord, 2° 46′ 49″ est   |                   |
| Immeuble                                                     | Arras                    | Pas-de-Calais       | Hauts-de-France            | classé     | « PA00108053 », notice no PA00108053 | 50° 17′ 34″ nord, 2° 46′ 52″ est   |                   |
| Immeuble                                                     | Arras                    | Pas-de-Calais       | Hauts-de-France            | classé     | « PA00108090 », notice no PA00108090 | 50° 17′ 26″ nord, 2° 46′ 39″ est   |                   |
| Immeuble                                                     | Arras                    | Pas-de-Calais       | Hauts-de-France            | classé     | « PA00108097 », notice no PA00108097 | 50° 17′ 28″ nord, 2° 46′ 42″ est   |                   |
| Immeuble                                                     | Arras                    | Pas-de-Calais       | Hauts-de-France            | classé     | « PA00108102 », notice no PA00108102 | 50° 17′ 26″ nord, 2° 46′ 40″ est   |                   |
| Immeuble                                                     | Arras                    | Pas-de-Calais       | Hauts-de-France            | classé     | « PA00108114 », notice no PA00108114 | 50° 17′ 25″ nord, 2° 46′ 42″ est   |                   |
| Immeuble                                                     | Arras                    | Pas-de-Calais       | Hauts-de-France            | classé     | « PA00108117 », notice no PA00108117 | 50° 17′ 25″ nord, 2° 46′ 42″ est   |                   |
| Immeuble                                                     | Arras                    | Pas-de-Calais       | Hauts-de-France            | classé     | « PA00108122 », notice no PA00108122 | 50° 17′ 26″ nord, 2° 46′ 43″ est   |                   |
| Immeuble                                                     | Arras                    | Pas-de-Calais       | Hauts-de-France            | classé     | « PA00108127 », notice no PA00108127 | 50° 17′ 26″ nord, 2° 46′ 44″ est   |                   |
| Immeuble                                                     | Arras                    | Pas-de-Calais       | Hauts-de-France            | classé     | « PA00108145 », notice no PA00108145 | 50° 17′ 28″ nord, 2° 46′ 44″ est   |                   |
| Immeuble                                                     | Arras                    | Pas-de-Calais       | Hauts-de-France            | classé     | « PA00108152 », notice no PA00108152 | 50° 17′ 29″ nord, 2° 46′ 44″ est   |                   |
| Immeuble                                                     | Arras                    | Pas-de-Calais       | Hauts-de-France            | classé     | « PA00107995 », notice no PA00107995 | 50° 17′ 29″ nord, 2° 46′ 45″ est   |                   |
| Immeuble                                                     | Arras                    | Pas-de-Calais       | Hauts-de-France            | classé     | « PA00107998 », notice no PA00107998 | 50° 17′ 29″ nord, 2° 46′ 47″ est   |                   |
| Immeuble                                                     | Arras                    | Pas-de-Calais       | Hauts-de-France            | classé     | « PA00108008 », notice no PA00108008 | 50° 17′ 31″ nord, 2° 46′ 46″ est   |                   |
| Immeuble                                                     | Arras                    | Pas-de-Calais       | Hauts-de-France            | classé     | « PA00108022 », notice no PA00108022 | 50° 17′ 32″ nord, 2° 46′ 47″ est   |                   |
| Immeuble                                                     | Arras                    | Pas-de-Calais       | Hauts-de-France            | classé     | « PA00108050 », notice no PA00108050 | 50° 17′ 31″ nord, 2° 46′ 52″ est   |                   |
| Immeuble                                                     | Arras                    | Pas-de-Calais       | Hauts-de-France            | classé     | « PA00108010 », notice no PA00108010 | 50° 17′ 31″ nord, 2° 46′ 46″ est   |                   |
| Immeuble                                                     | Arras                    | Pas-de-Calais       | Hauts-de-France            | classé     | « PA00108040 », notice no PA00108040 | 50° 17′ 30″ nord, 2° 46′ 52″ est   |                   |
| Maison                                                       | Arras                    | Pas-de-Calais       | Hauts-de-France            | classé     | « PA00108047 », notice no PA00108047 | 50° 17′ 34″ nord, 2° 46′ 50″ est   |                   |
| Immeuble                                                     | Arras                    | Pas-de-Calais       | Hauts-de-France            | classé     | « PA00108054 », notice no PA00108054 | 50° 17′ 32″ nord, 2° 46′ 53″ est   |                   |
| Immeuble                                                     | Arras                    | Pas-de-Calais       | Hauts-de-France            | classé     | « PA00108003 », notice no PA00108003 | 50° 17′ 29″ nord, 2° 46′ 47″ est   |                   |
| Immeuble                                                     | Arras                    | Pas-de-Calais       | Hauts-de-France            | classé     | « PA00108033 », notice no PA00108033 | 50° 17′ 33″ nord, 2° 46′ 48″ est   |                   |
| Immeuble                                                     | Arras                    | Pas-de-Calais       | Hauts-de-France            | classé     | « PA00108057 », notice no PA00108057 | 50° 17′ 32″ nord, 2° 46′ 53″ est   |                   |
| Immeuble                                                     | Arras                    | Pas-de-Calais       | Hauts-de-France            | classé     | « PA00108084 », notice no PA00108084 | 50° 17′ 27″ nord, 2° 46′ 38″ est   |                   |
| Immeuble                                                     | Arras                    | Pas-de-Calais       | Hauts-de-France            | classé     | « PA00108099 », notice no PA00108099 | 50° 17′ 28″ nord, 2° 46′ 42″ est   |                   |
| Immeuble                                                     | Arras                    | Pas-de-Calais       | Hauts-de-France            | classé     | « PA00108100 », notice no PA00108100 | 50° 17′ 26″ nord, 2° 46′ 40″ est   |                   |
| Immeuble                                                     | Arras                    | Pas-de-Calais       | Hauts-de-France            | classé     | « PA00108118 », notice no PA00108118 | 50° 17′ 25″ nord, 2° 46′ 43″ est   |                   |
| Immeuble                                                     | Arras                    | Pas-de-Calais       | Hauts-de-France            | classé     | « PA00108147 », notice no PA00108147 | 50° 17′ 28″ nord, 2° 46′ 45″ est   |                   |
| Immeuble                                                     | Arras                    | Pas-de-Calais       | Hauts-de-France            | classé     | « PA00108081 », notice no PA00108081 | 50° 17′ 29″ nord, 2° 46′ 39″ est   |                   |
| Immeuble                                                     | Arras                    | Pas-de-Calais       | Hauts-de-France            | classé     | « PA00108103 », notice no PA00108103 | 50° 17′ 28″ nord, 2° 46′ 42″ est   |                   |
| Immeuble                                                     | Arras                    | Pas-de-Calais       | Hauts-de-France            | classé     | « PA00108104 », notice no PA00108104 | 50° 17′ 26″ nord, 2° 46′ 40″ est   |                   |
| Immeuble                                                     | Arras                    | Pas-de-Calais       | Hauts-de-France            | classé     | « PA00108105 », notice no PA00108105 | 50° 17′ 28″ nord, 2° 46′ 43″ est   |                   |
| Immeuble                                                     | Arras                    | Pas-de-Calais       | Hauts-de-France            | classé     | « PA00108109 », notice no PA00108109 | 50° 17′ 26″ nord, 2° 46′ 41″ est   |                   |
| Immeuble                                                     | Arras                    | Pas-de-Calais       | Hauts-de-France            | classé     | « PA00108115 », notice no PA00108115 | 50° 17′ 25″ nord, 2° 46′ 42″ est   |                   |
| Immeuble                                                     | Arras                    | Pas-de-Calais       | Hauts-de-France            | classé     | « PA00108124 », notice no PA00108124 | 50° 17′ 26″ nord, 2° 46′ 44″ est   |                   |
| Immeuble                                                     | Arras                    | Pas-de-Calais       | Hauts-de-France            | classé     | « PA00108125 », notice no PA00108125 | 50° 17′ 26″ nord, 2° 46′ 44″ est   |                   |
| Immeuble                                                     | Arras                    | Pas-de-Calais       | Hauts-de-France            | classé     | « PA00108107 », notice no PA00108107 | 50° 17′ 27″ nord, 2° 46′ 43″ est   |                   |
| Immeuble                                                     | Arras                    | Pas-de-Calais       | Hauts-de-France            | classé     | « PA00108116 », notice no PA00108116 | 50° 17′ 25″ nord, 2° 46′ 42″ est   |                   |
| Immeuble                                                     | Arras                    | Pas-de-Calais       | Hauts-de-France            | classé     | « PA00108128 », notice no PA00108128 | 50° 17′ 27″ nord, 2° 46′ 44″ est   |                   |
| Immeuble                                                     | Arras                    | Pas-de-Calais       | Hauts-de-France            | classé     | « PA00108136 », notice no PA00108136 | 50° 17′ 27″ nord, 2° 46′ 44″ est   |                   |
| Immeuble                                                     | Arras                    | Pas-de-Calais       | Hauts-de-France            | classé     | « PA00108140 », notice no PA00108140 | 50° 17′ 27″ nord, 2° 46′ 45″ est   |                   |
| Immeuble                                                     | Arras                    | Pas-de-Calais       | Hauts-de-France            | classé     | « PA00108148 », notice no PA00108148 | 50° 17′ 29″ nord, 2° 46′ 44″ est   |                   |
| Immeuble                                                     | Arras                    | Pas-de-Calais       | Hauts-de-France            | classé     | « PA00108150 », notice no PA00108150 | 50° 17′ 29″ nord, 2° 46′ 44″ est   |                   |
| Immeuble                                                     | Arras                    | Pas-de-Calais       | Hauts-de-France            | classé     | « PA00108153 », notice no PA00108153 | 50° 17′ 29″ nord, 2° 46′ 46″ est   |                   |
| Immeuble                                                     | Arras                    | Pas-de-Calais       | Hauts-de-France            | classé     | « PA00108154 », notice no PA00108154 | 50° 17′ 29″ nord, 2° 46′ 45″ est   |                   |
| Église Saint-Vaast de Rivière                                | Rivière                  | Pas-de-Calais       | Hauts-de-France            | classé     | « PA00108385 », notice no PA00108385 | 50° 14′ 00″ nord, 2° 41′ 08″ est   |                   |
| Maison du Boucher                                            | Billom                   | Puy-de-Dôme         | Auvergne-Rhône-Alpes       | classé     | « PA00091906 », notice no PA00091906 | 45° 43′ 24″ nord, 3° 20′ 18″ est   |                   |
| Maison des Échevins                                          | Billom                   | Puy-de-Dôme         | Auvergne-Rhône-Alpes       | classé     | « PA00091908 », notice no PA00091908 | 45° 43′ 22″ nord, 3° 20′ 15″ est   |                   |
| Chapelle du couvent de Beaurepaire                           | Clermont-Ferrand         | Puy-de-Dôme         | Auvergne-Rhône-Alpes       | classé     | « PA00091980 », notice no PA00091980 | 45° 46′ 25″ nord, 3° 04′ 35″ est   |                   |
| Casa Xanxo                                                   | Perpignan                | Pyrénées-Orientales | Occitanie                  | classé     | « PA00104083 », notice no PA00104083 | 42° 41′ 56″ nord, 2° 53′ 50″ est   |                   |
| Tour des Valois                                              | Sainte-Colombe           | Rhône               | Auvergne-Rhône-Alpes       | classé     | « PA00118027 », notice no PA00118027 | 45° 31′ 35″ nord, 4° 52′ 11″ est   |                   |
| Prytanée national militaire                                  | La Flèche                | Sarthe              | Pays de la Loire           | classé     | « PA00109763 », notice no PA00109763 | 47° 42′ 01″ nord, 0° 04′ 33″ ouest |                   |
| Église Saint-Pierre de Vaux-sous-Coulombs                    | Coulombs-en-Valois       | Seine-et-Marne      | Île-de-France              | classé     | « PA00087311 », notice no PA00087311 | 49° 06′ 07″ nord, 3° 08′ 00″ est   |                   |
| Église Saint-Cyr-et-Sainte-Julitte de Crouy-sur-Ourcq        | Crouy-sur-Ourcq          | Seine-et-Marne      | Île-de-France              | classé     | « PA00086921 », notice no PA00086921 | 49° 05′ 29″ nord, 3° 04′ 34″ est   |                   |
| Cathédrale Notre-Dame                                        | Le Havre                 | Seine-Maritime      | Normandie                  | classé     | « PA00100696 », notice no PA00100696 | 49° 29′ 13″ nord, 0° 06′ 30″ est   |                   |
| Église Saint-Nicolas de Cappy                                | Cappy                    | Somme               | Hauts-de-France            | classé     | « PA00116115 », notice no PA00116115 | 49° 55′ 41″ nord, 2° 45′ 27″ est   |                   |
| Église Saint-Georges de Cerisy                               | Cerisy                   | Somme               | Hauts-de-France            | classé     | « PA00116116 », notice no PA00116116 | 49° 54′ 23″ nord, 2° 38′ 19″ est   |                   |
| Abbatiale Saint-Pierre de Corbie                             | Corbie                   | Somme               | Hauts-de-France            | classé     | « PA00116125 », notice no PA00116125 | 49° 54′ 32″ nord, 2° 30′ 36″ est   |                   |
| Église Saint-Pierre de Guerbigny                             | Guerbigny                | Somme               | Hauts-de-France            | classé     | « PA00116170 », notice no PA00116170 | 49° 42′ 01″ nord, 2° 39′ 41″ est   |                   |
| Colline Saint-Eutrope                                        | Orange                   | Vaucluse            | Provence-Alpes-Côte d'Azur | classé     | « PA00082108 », notice no PA00082108 | 44° 08′ 02″ nord, 4° 48′ 30″ est   |                   |
| Église Saint-Romain de Mazerolles                            | Mazerolles               | Vienne              | Nouvelle-Aquitaine         | classé     | « PA00105526 », notice no PA00105526 | 46° 24′ 17″ nord, 0° 41′ 03″ est   |                   |